# Crotalaria boudetii
Crotalaria boudetii är en ärtväxtart som beskrevs av Roger Marcus Polhill. Crotalaria boudetii ingår i släktet sunnhampor, och familjen ärtväxter. Inga underarter finns listade i Catalogue of Life.